# Olga Dinnikova

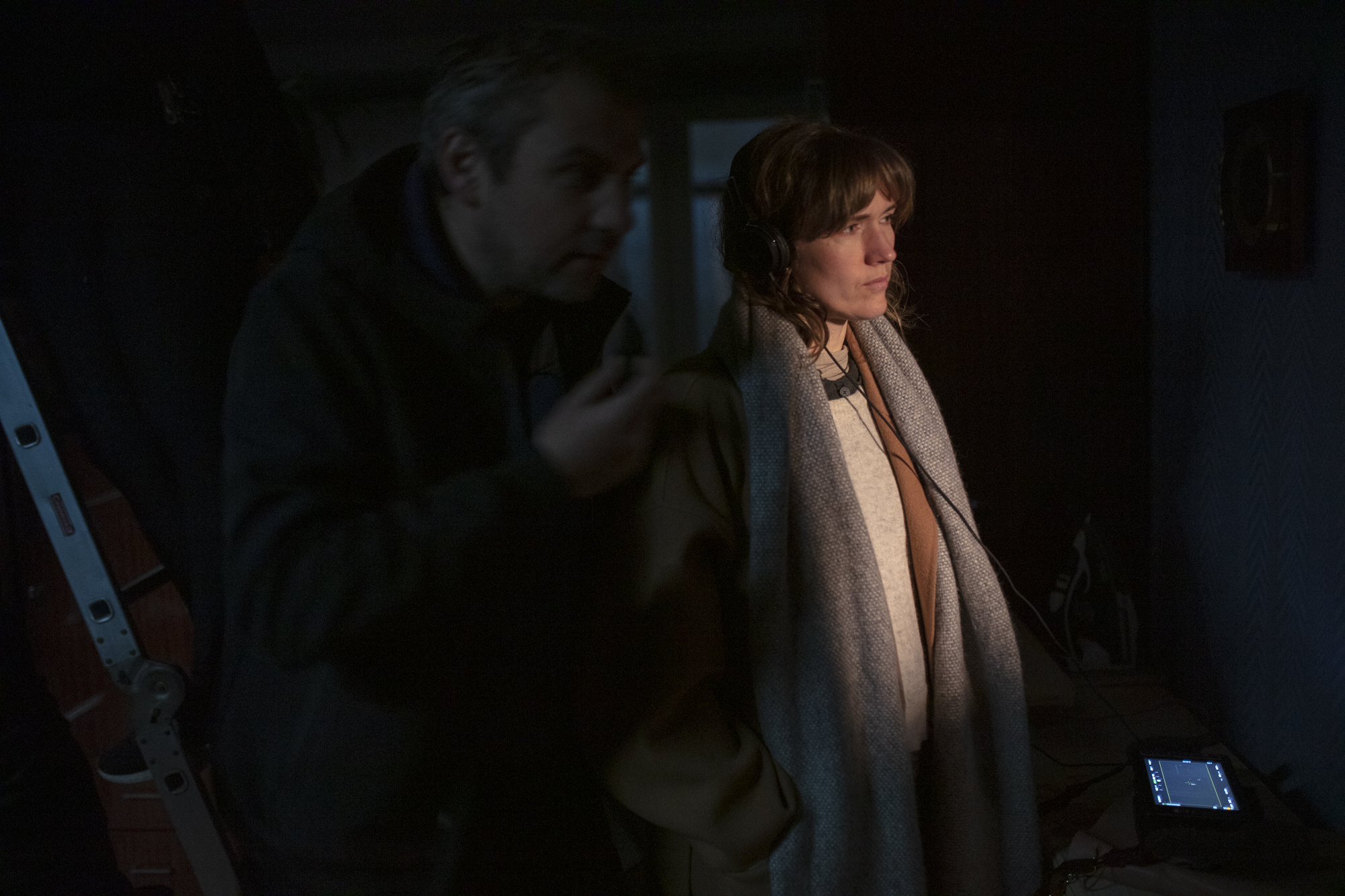
Olga Dinnikova (2023)

Olga Dinnikova (* 5. Februar 1985 in Riga, Lettische SSR, UdSSR) ist eine Schweizer Schauspielerin, Regisseurin und Drehbuchautorin.

## Leben
Olga Dinnikova wuchs in Lettland und Israel auf. Seit 2000 lebt sie in der Schweiz.
Von 2004 bis 2007 studierte sie Filmschauspiel an der European Film Actor School (EFAS) in Zürich. Ihre erste Fernsehrolle spielte sie 2007 in der SRF-Fernsehserie Tag und Nacht, danach folgten zahlreiche Auftritte im Film und Fernsehen, so unter anderem in Kinospielfilmen wie Marija von Michael Koch, Ispansi! von Carlos Iglesias und Nightfall von Simon Aeby.
2011 begann Dinnikova ihr Bachelorstudium in Film, an der Zürcher Hochschule der Künste (ZHdK), das sie 2014 erfolgreich mit dem Kurzspielfilm Luftschloss abschloss, der unter anderem für den Studio Hamburg Nachwuchspreis 2016 nominiert war.
Von 2014 bis 2016 setzte Dinnikova ihr Studium an der ZHdK fort und machte ihren Masterabschluss im Fach Drehbuch. In dieser Zeit schrieb sie die Drehbücher für den Kurzspielfilm Aquarium (Regie: Cosima Frei), der vom Schweizer Fernsehen koproduziert wurde und den Langspielfilm Peripherie für den sie die Episode „Sonja“ schrieb. Letzterer feierte seine Weltpremiere 2016 am Zurich Film Festival und war für den „Prix du Public“ bei den Solothurner Filmtagen nominiert.
Im Januar 2025 wurde ihr erster Kinospielfilm Behind the Glass bei den 60. Solothurner Filmtagen uraufgeführt.
Dinnikova spricht neben Hochdeutsch und Russisch noch Schweizerdeutsch. Sie ist verheiratet und lebt mit ihrem Ehemann und den gemeinsamen Kindern im Aargau.

## Filmografie

### Als Schauspielerin (Auswahl)
- 2007: Tag und Nacht (Pilot)
- 2008: Tag und Nacht
- 2008: Flug in die Nacht – Das Unglück von Überlingen
- 2010: Ispansi!
- 2012: Der Bestatter
- 2012: Bleiben
- 2013: Bild mit Ton
- 2013: Zorn – Tod und Regen
- 2015: Marija
- 2018: Tatort: Im toten Winkel
- 2018: Nightfall
- 2024: Diary of a Women[3]

### Als Drehbuchautorin und Regisseurin
- 2011: Zwei im Bett (auch Regie)
- 2013: Bleiben (auch Regie)
- 2014: Luftschloss (auch Regie)[6]
- 2015: Aquarium[15]
- 2015: Peripherie[16]
- 2025: Behind the Glass (auch Regie)[17]